# Кельце (гандбольный клуб)
«Искра Кельце» (пол. KS Iskra Kielce S.A.) — польский гандбольный клуб, базирующийся в городе Кельце. С 2023 года известная под спонсорским названием «Индустрия Кельце». Обладатель главного европейского трофея — кубка Лиги чемпионов ЕГФ в сезоне 2015/16.

## История
Гандбольная команда основана в 1965 году в Кельце на базе спортивного клуба Iskra при одноименном металлургическом заводе. В 1973 году объединились с другим городским клубом (SHL) и стали называться MKS Korona Kielce. В 1975 году команда под таким именем выходит в главный гандбольный дивизион Польши, однако уже на следующий год обратно понижается в классе. В сезоне 1979/1980 клуб даже завоевывает бронзу элитного первенства, а спустя три года снова покидает его. В 1984 году Korona возвращается в элитное первенство и больше никогда не покидает его. Всего через год (в 1985 году) команда впервые выигрывает Кубок Польши.
В 1991 году клуб возвращает себе историческое название. С сезона 1992/1993 «Iskra» становится флагманом польского гандбола, сразу же утвердив это звание первым в своей истории чемпионством. На европейской арене команда в 90-е годы особых успехов не имела.
В 2002 году клуб начинает активно спонсировать голландский предприниматель Бертус Серваас, владелец текстильной компании VIVE Textile Recycling. Команда переименовывается в Vive Kielce и в первом же сезоне покоряет новую для себя спортивную вершину — делает национальный дубль, однако следующего золота в чемпионате желто-бело-голубым пришлось ждать целых шесть лет.
С сезона 2008/09 в Польше наступает полная гегемония «Виве». Клуб выигрывает все розыгрыши кубка страны, лишь раз не становится победителем чемпионата, является базовым в формировании сборной страны. У руля «Виве» и сборной Польши стоит легендарный польский и немецкий гандболист Богдан Вента. Кроме того, клуб в 2009 году впервые преодолевает групповую фазу в Лиге чемпионов ЕГФ, превращаясь в серьезную силу и в рамках престижнейшего европейского турнира. В 2013 году впервые играет в Финале четырёх этого соревнования.
В 2014 году главным тренером становится титулованный российско-испанский специалист Талант Дуйшебаев. С 2016 года он, как и Вента прежде, совмещает этот пост с руководством польской национальной командой. Обыграв в драматичнейшем поединке венгерский «Веспрем» (польская команда по ходу матча сильно отставала в счете и одержала победу лишь в серии послематчевых пенальти), «Виве Кельце» достиг наивысшей ступени в истории польского клубного гандбола — стал победителем Финала четырёх Лиги чемпионов ЕГФ.
В 2023 году Бертус Серваас покинул пост президента клуба, VIVE перестал быть титульным спонсором. С 2023 года клуб носит название «Индустрия Кельце».

### Названия команды
- 1965—1973 — Искра Кельце
- 1973—1991 — Корона Кельце
- 1991—1994 — Искра Кельце
- 1994—1996 — Искра/Церезит Кельце
- 1996—1998 — Искра Кельце
- 1998—1999 — Искра/Лидер Маркет Кельце
- 2000 — Стржелец/Лидер Маркет Кельце
- 2001—2002 — Колпортер/Лидер Маркет Кельце
- 2002 — Колпортер Кельце
- 2002—2009 — Виве Кельце
- 2009—2014 — Виве Тарги Кельце
- 2014—2017 — Виве Таурон Кельце
- 2017—2020 — PGE Виве Кельце
- 2020—2022 — Ломза Виве Кельце
- 2022 — Ломза Индустрия Кельце
- 2022 — Индустрия Кельце
- 2022 — Барлинек Индустрия Кельце
- с 2023 года — Индустрия Кельце

## Достижения
Чемпионат Польши
- : 1993, 1994, 1996, 1998, 1999, 2003, 2009, 2010, 2012, 2013, 2014, 2015, 2016, 2017, 2018, 2019, 2020, 2021, 2022, 2023
- : 1995, 2004, 2011, 2024, 2025
- : 1980, 1997, 2001, 2005, 2007, 2008

Кубок Польши
- : 1985, 2000, 2003, 2004, 2006, 2009, 2010, 2011, 2012, 2013, 2014, 2015, 2016, 2017, 2018, 2019, 2021, 2025
- : 1995, 1996, 1997, 2001, 2002, 2007, 2008, 2023, 2024

Лига чемпионов
- : 2016
- : 2022, 2023
- : 2013, 2015, 2019